# Gissemand maa ikke gifte sig
Gissemand maa ikke gifte sig er en dansk stumfilm fra 1915 med ukendt instruktør.

## Handling
Denne artikel mangler et handlingsreferat. Hjælp os med at skrive det.

## Medvirkende
- Holger Pedersen - Gissemand
- Marius Berggren - Marius Nullemann
- Charles Berggren - Charles Nullemann
- Ragnhild Sannom - Lilly
- Hilda Christiansen - Annie
- Yrsa Benzon - Daisy
- Kaj Rasmussen - En tjener